# Acalypha tomentosa
Acalypha tomentosa är en törelväxtart som beskrevs av Olof Swartz. Acalypha tomentosa ingår i släktet akalyfor, och familjen törelväxter. Inga underarter finns listade i Catalogue of Life.